# Rue Saint-Paul (Liège)
Pour les articles homonymes, voir Rue Saint-Paul et Saint-Paul.
La rue Saint-Paul est une rue piétonne commerçante du centre de Liège. 

## Situation et accès
Elle va de la place de la Cathédrale à la place des Carmes. 
Rues adjacentes
- Place de la Cathédrale
- Rue Charles Magnette
- Rue Sœurs-de-Hasque
- Rue Bonne Fortune
- Rue des Carmes
- Rue des Clarisses
- Place des Carmes

## Origine du nom
La rue est située à l'arrière de la cathédrale Saint-Paul à qui elle doit son nom.

## Historique
Cette rue date du XIIIe siècle et porta le nom de rue Devant-les-Carmes en référence au couvent des Carmes En-Île situé rue des Carmes.

## Bâtiments remarquables et lieux de mémoire
La rue compte trois bâtiments classé au patrimoine immobilier de la Région wallonne :
- no 6 : Maison classée le 31 août 1984[2].  F. Hardy, orfèvre, y avait autrefois son atelier.
- no 8 : Maison classée (taverne Saint-Paul) le 31 août 1984[3]
- nos 27-29-31 : Hôtel de Clercx d'Aigremont classé le 25 octobre 1970[4]

De plus, de nombreuses maisons sont reprises dans l'Inventaire du patrimoine immobilier culturel,.